# Зеблик
Зеблик (нем. Seeblick) — община в Германии, в земле Бранденбург.
Входит в состав района Хафельланд. Подчиняется управлению Ринов. Население составляет 946 человек (на 31 декабря 2010 года). Занимает площадь 47,97 км².
Коммуна подразделяется на 3 сельских округа.
| Год  | Население |
| ---- | --------- |
| 2005 | 993       |
| 2010 | 949       |